# Henri J. M. Claessen
Henri Joannes Maria Claessen (30 de noviembre de 1930 en Wormerveer–26 de julio de 2022) fue un antropólogo cultural especializado en el nacimiento del Estado y profesor Emérito de Antropología Social en la Universidad de Leiden. Es un miembro honorario de varias instituciones académicas (Koninklijk Instituut voor de Taal-, Land en Volkenkunde [Real Instituto de Idiomas y la Antropología de la Real Academia de Ciencias]); Centro de Estudios de Asia y el Pacífico (Universidad de Nijmegen); Nombrado Miembro Vitalicio honorario de la IUAES (Unión Internacional de Ciencias Etnológicas y Antropológicas).

## Antecedentes y educación
Claessen estudió geografía, historia y antropología en la Universidad de Ámsterdam (1950-1956). Después de su MA, Claessen se convirtió en profesor de geografía social en el Sint Adelbert College (1956-1970), un período durante el cual preparó su tesis doctoral bajo la supervisión de A. Köbben. Obtuvo su doctorado en Ámsterdam (1970). Después de eso, fue nombrado Profesor Asociado en la Universidad de Leiden en el Departamento de Antropología. En 1984 se convirtió en profesor titular allí, en el periodo 1989-1991 fue decano de la Facultad de Ciencias Sociales (Faculteit der Sociale Wetenschappen) y en 1994 se retiró de la Universidad. En 1981-1982, Claessen fue miembro del Instituto de Estudios Avanzados de los Países Bajos. De 1977 a 1994 fue editor de Bijdragen tot de Taal-, Land-en Volkenkunde. En este período, Henri J. M. Claessen también participó activamente en IUAES, organización de la que fue vicepresidente entre 1982 y 1992.

## Investigaciones sobre el estado primitivo
Henri Claessen ha dedicado gran parte de su carrera académica al estudio de los estados tempranos. El concepto del estado inicial introducido por Henri J. M. Claessen y Peter Skalník parece haber sido la última entre las grandes teorías político-antropológicas que hicieron época en los años sesenta y setenta. La tesis de Claessen, De príncipes y pueblos, un estudio comparativo de la organización política de cinco estados primitivos (Tahití, Tonga, Dahomey, Buganda y el Reino de los Incas), donde se hizo hincapié en la organización política central, que se ha mantenido como un importante tema en gran parte del trabajo de Claessen, se encuentra en la base de The Early State (1978), que editó con Peter Skalník. En 1981, nuevamente con Peter Skalník, editó The Study of the State. En años posteriores editó con M. Estellie Smith y Pieter van de Velde Development and Decline (1985). En este trabajo, el énfasis recayó en los aspectos evolutivos de la formación del estado. Con Pieter van de Velde editó en 1987 Early State Dynamics, y en 1991 Early State Economics. Para conectar asuntos de ideología y legitimidad, editó con Jarich G. Oosten en 1996 Ideology and the Formation of States Early. En su Cambio estructural se ocupó de la evolución y el evolucionismo en antropología cultural. Con Renée Hagesteijn y Pieter van de Velde, editó un número especial de Social Evolution & History bajo el título Thirty Years of Early State Research (2008). Además de una serie de publicaciones en holandés, contribuyó artículos en inglés sobre la Polinesia tradicional en Bijdragen tot de Taal-, Land-en Volkenkunde, y artículos sobre el evolucionismo en Evolución e Historia Social, donde es miembro del Consejo Editorial.

## Modelo de interacción complejo
La escuela de Claessen desarrolló un "Modelo de Interacción Complejo" (CIM) para explicar la evolución de la organización sociopolítica y la formación temprana del estado, de acuerdo con factores modelo tales como ideología, economía y formato social alineados de manera que favorezcan la organización estatal. Claessen dice al respecto: 
    "No solo el número de personas era relevante, sino también el número de personas en relación con los medios de producción y la distribución espacial de la población, que desempeñaban un papel en la evolución de la organización sociopolítica. Por lo tanto, acuñamos el término formato de la sociedad, que abarca el número de personas, la posible presión de la población y la distribución espacial."

## Obras seleccionadas
- 1978. The Early State: A Structural Approach. In Claessen, H. J. M., and Skalník, P. (eds.), The Early State (pp. 533–596). The Hague: Mouton.
- 1981. Specific Features of the African Early State. In Claessen, H. J. M., and Skalník, P. (eds.), The Study of the State (pp. 59–86). The Hague: Mouton.
- 1983. Evolutionary or not evolutionary; That's the question. Reviews in Anthropology 10: 21-24 .
- 1984. The Internal Dynamics of the Early State. Current Anthropology 25: 365–379
- 1985. From the Franks to France; The Evolution of a Political Organization. In Claessen, H. J. M., van de Velde, P., and Smith, M. E. (eds.), Development and Decline (pp. 196–218). South Hadley, MA: Bergin & Garvey.
- 1989. Evolutionism in Development. Vienne Contributions to Ethnology and Anthropology 5: 231–247.
- 1991. Verdwenen koninkrijken en verloren beschavingen [Disappeared Kingdoms and Lost Civilizations]. Assen: Van Gorcum.
- 1996. Ideology and the formation of early states: Data from Polynesia. In. H. J.M. Claessen and J. G. Oosten (Eds.), Ideology and the formation of early states (pp. 339–358).  Leiden: Brill.
- 2000. Structural Change; Evolution and Evolutionism in Cultural Anthropology. Leiden: CNWS Press.
- 2002. Was the State Inevitable? Social Evolution & History 1(1) : 101–117 .
- 2005. Early State Intricacies. Social Evolution & History 4(2): 151–158 .
- 2006. with Martin A. van Bakel: Theme and variations. The development of differences in Polynesian socio-political organizations. In: Bijdragen tot de Taal-, Land- en Volkenkunde. 162:218-268.
- 2008. Before the Early State and After. Social Evolution & History 7(1): 4–18 .
- 2009. Learning and training. Education in eighteenth century traditional Polynesia. In: Bijdragen tot de Taal-, Land- en Volkeknkunde 165: 324-356.
- 2010 On early states - structure, development, and fall. In: Social Evolution and History 9(1):3-51 .
- 2011 On Chiefs and Chiefdoms In: Social Evolution and History 10(1) .
- 2011 Reconsideration or a Reformulation. In: Social Evolution and History 11(2) .
- Claessen, H. J. M. & P. Kloos. Evolutie en evolutionisme (1978).
- Claessen, H. J. M. & P. van de Velde. Een intercultureel model voor het feodalisme. In: Evomatica, ed. by Pieter van de Velde, pp. 203–215. Leiden: Institute of Cultural Anthropology Publication 42. (1981)
- Claessen, H. J. M. & P. van de Velde. Complexe interactie. Een process-model ter verklaring van de evolutie van de sociaal-politieke organisatie. Antropologische Verkenningen 3: 120-136.(1984)